# Lower Hutt
Lower Hutt (maori Awakairang) är en stad i Wellingtonregionen i Nya Zeeland. Invånarantalet uppgick 2018 till 104 532.

## Demografi

### Befolkningsutveckling
| Befolkningsutvecklingen i 1996–2018 | Befolkningsutvecklingen i 1996–2018 | Befolkningsutvecklingen i 1996–2018 | Befolkningsutvecklingen i 1996–2018 | Befolkningsutvecklingen i 1996–2018 |
| ----------------------------------- | ----------------------------------- | ----------------------------------- | ----------------------------------- | ----------------------------------- |
|                                     |                                     |                                     |                                     |                                     |
| År                                  |                                     |                                     | Folkmängd                           |                                     |
| 1996                                | 1996                                |                                     | 98 300                              |                                     |
| 2001                                | 2001                                |                                     | 98 600                              |                                     |
| 2006                                | 2006                                |                                     | 97 701                              |                                     |
| 2013                                | 2013                                |                                     | 98 238                              |                                     |
| 2018                                | 2018                                |                                     | 104 532                             |                                     |
|                                     |                                     |                                     |                                     |                                     |

## Vänorter
Lower Hutt har fyra vänorter:
- Minō, Japan, sedan 1995
- Taizhou, Jiangsu, Kina, sedan 2008
- Tempe, Arizona, USA, sedan 1981
- Xi'an, Kina

## Kända personer från Lower Hutt
- Peter Taylor, roddare